# Льётадес
Льётаде́с (фр. и окс. Lieutadès) — коммуна во Франции, находится в регионе Овернь. Департамент — Канталь. Входит в состав кантона Шод-Эг. Округ коммуны — Сен-Флур.
Код INSEE коммуны — 15106.
Коммуна расположена приблизительно в 450 км к югу от Парижа, в 110 км южнее Клермон-Феррана, в 38 км к востоку от Орийака.

## Население
Население коммуны на 2008 год составляло 213 человек.
| 1962 | 1968 | 1975 | 1982 | 1990 | 1999 | 2008 |
| ---- | ---- | ---- | ---- | ---- | ---- | ---- |
| 406  | 363  | 288  | 287  | 252  | 225  | 213  |

## Экономика
В 2007 году среди 136 человек в трудоспособном возрасте (15—64 лет) 88 были экономически активными, 48 — неактивными (показатель активности — 64,7 %, в 1999 году было 66,4 %). Из 88 активных работали 83 человека (48 мужчин и 35 женщин), безработных было 5 (3 мужчин и 2 женщины). Среди 48 неактивных 6 человек были учениками или студентами, 32 — пенсионерами, 10 были неактивными по другим причинам.

## Фотогалерея

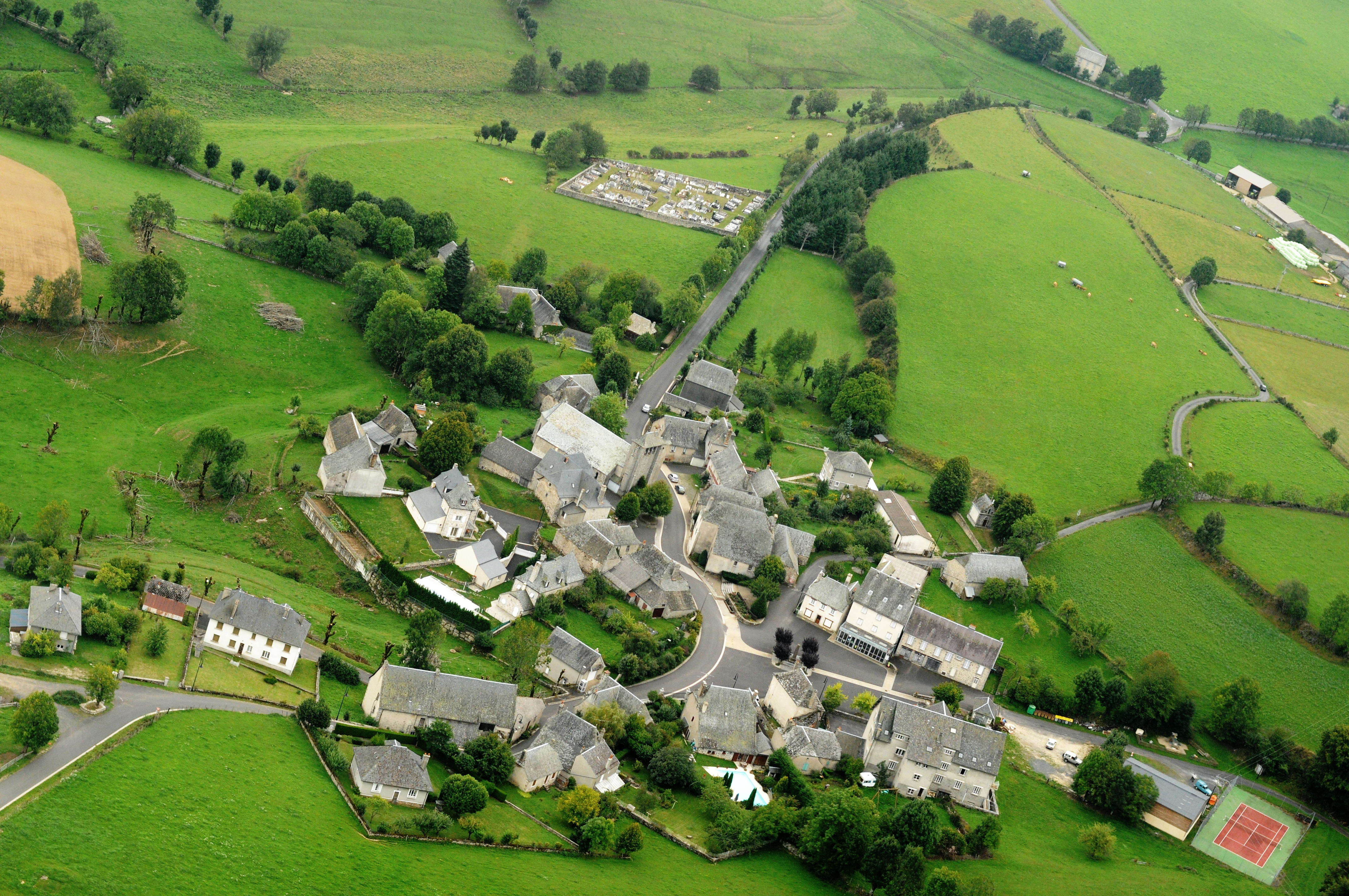
Льётадес
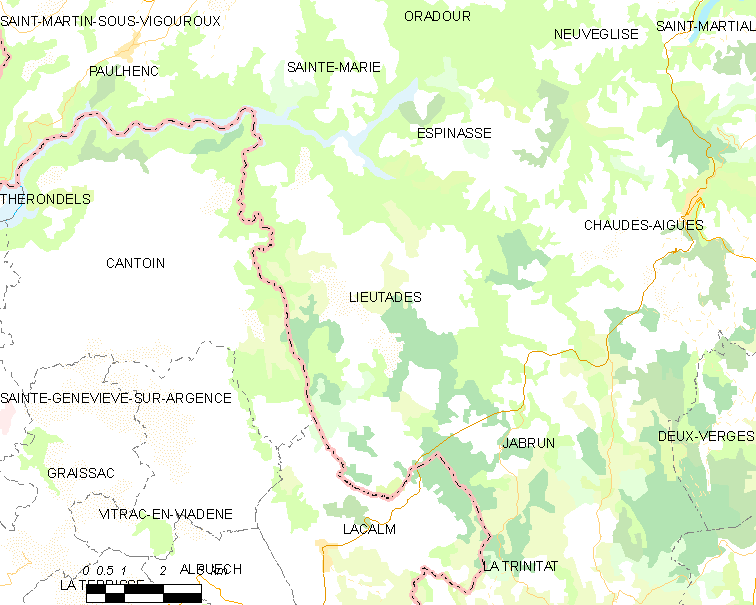
Карта коммуны